# Toskania (singel)
Toskania – singel polskiego rapera Kizo oraz rapera Qry i rapera Claysteer z albumu studyjnego Złoto i biel. Singel został wydany 2 września 2019 roku. Tekst utworu został napisany przez Patryka Wozińskiego, Patryka Lubasia i Claysteer.
Nagranie otrzymało w Polsce status podwójnej platynowej płyty w 2021 roku.
Singel zdobył ponad 20 milionów wyświetleń w serwisie YouTube (2023) oraz ponad 14 milionów odsłuchań w serwisie Spotify (2023).

## Nagrywanie
Utwór został wyprodukowany również przez Claysteer. Tekst do utworu został napisany przez Patryka Wozińskiego, Patryka Lubasia i Claysteer.

## Twórcy
- Kizo, Qry, Claysteer – słowa[1]
- Patryk Woziński, Patryk Lubaś, Claysteer – tekst[1][2]
- Claysteer – produkcja[1]

## Certyfikaty
| Kraj          | Certyfikat         |
| ------------- | ------------------ |
| Polska (ZPAV) | 2x platynowa płyta |